# Snelling (Caroline du Sud)
Pour les articles homonymes, voir Snelling.
Snelling est une ville située dans le comté de Barnwell, dans l’État de Caroline du Sud, aux États-Unis. Lors du recensement de 2020, elle comptait 250 habitants.